# Davorin Jenko

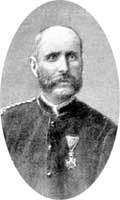
Davorin Jenko

Davorin Jenko (* 9. November 1835 in Dvorje, Gemeinde Cerklje na Gorenjskem, Slowenien; † 25. November 1914 in Ljubljana) war ein Komponist und Dirigent.
Davorin Jenko komponierte die Musik der serbischen Nationalhymne Bože Pravde und die ehemalige slowenische Nationalhymne Naprej zastava slave. Letztere ist im Gebrauch bei der slowenischen Armee. Erstere ist seit 2003 wieder die offizielle Nationalhymne Serbiens.